# Wereldbeker schaatsen junioren 2018/2019
De wereldbeker schaatsen junioren 2018/2019 (ISU Junior World Cup Speed Skating 2018/2019) was de elfde editie van de wereldbeker schaatsen junioren. Het seizoen bestond uit drie wedstrijden in Europa.
De massastart gaat in tegenstelling tot bij de senioren over tien rondes voor zowel jongens als meisjes. De uitslagen van de teamsprint werden in de eindstand opgeteld bij die van de ploegenachtervolging. Naast de wedstrijden voor junioren (U19) zijn er dit jaar voor de derde keer ook wedstrijden voor neo-senioren (U23). Voor neo-senioren geldt de beperking dat de schaatsers nog niet mogen hebben meegedaan aan wedstrijden van het lopende wereldbekerseizoen 2018/2019.

## Puntenverdeling
| Plaats                       | 1   | 2   | 3   | 4  | 5  | 6  | 7  | 8  | 9  | 10 | 11 | 12 | 13 | 14 | 15 | 16 | 17 | 18 | 19 | 20 | 21 | 22 | 23 | 24 |
| ---------------------------- | --- | --- | --- | -- | -- | -- | -- | -- | -- | -- | -- | -- | -- | -- | -- | -- | -- | -- | -- | -- | -- | -- | -- | -- |
| Wereldbekerfinale            | 150 | 120 | 105 | 90 | 75 | 67 | 60 | 54 | 48 | 42 | 36 | 31 | 27 | 24 | 21 | 18 | 15 | 12 | 9  | 6  | 4  | 3  | 2  | 1  |
| Normale wereldbekerwedstrijd | 100 | 80  | 70  | 60 | 50 | 44 | 40 | 36 | 32 | 28 | 24 | 20 | 18 | 16 | 14 | 12 | 10 | 8  | 6  | 5  | 4  | 3  | 2  | 1  |

## Limiettijden
Om te mogen starten in de wereldbeker schaatsen junioren 2018/2019 moest een schaatser aan de volgende limiettijden hebben voldaan.  Voor de neo-senioren is de limiet strenger dan voor de junioren en voor junioren gold een scherpere limiettijd voor de wereldbekerfinale. Voor deelname aan de ploegenachtervolging, teamsprint of massastart volstond het rijden van een van deze limiettijden (om het even welke).
| Geslacht      | Wedstrijd | 500m  | 1000m   | 1500m   | 3000m   |
| ------------- | --------- | ----- | ------- | ------- | ------- |
| Mannen (U23)  | 1–3       | 37,50 | 1.15,00 | 1.56,50 | 4.08,00 |
| Vrouwen (U23) | 1–3       | 42,50 | 1.25,00 | 2.11,50 | 4.43,00 |
| Jongens (U19) | 1–2       | 41,00 | 1.22,00 | 2.07,00 | 4.25,00 |
| Jongens (U19) | 3         | 38,50 | 1.16,00 | 1.58,00 | 4.15,00 |
| Meisjes (U19) | 1–2       | 45,00 | 1.30,00 | 2.20,00 | 5.00,00 |
| Meisjes (U19) | 3         | 42,50 | 1.25,00 | 2.12,00 | 4.45,00 |

## Kalender
| #               | Plaats                                    | Datum               | 500m                                                                              | 1000m                                                                             | 1500m                                                                             | 3000m                                                                             | massastart                                                                        | teamsprint                                                                        | achtervolging                                                                     | Extra                                                                             |
| --------------- | ----------------------------------------- | ------------------- | --------------------------------------------------------------------------------- | --------------------------------------------------------------------------------- | --------------------------------------------------------------------------------- | --------------------------------------------------------------------------------- | --------------------------------------------------------------------------------- | --------------------------------------------------------------------------------- | --------------------------------------------------------------------------------- | --------------------------------------------------------------------------------- |
| 1               | Ice Arena, Tomaszów Mazowiecki            | 24–25 november 2018 | 1x                                                                                | 1x                                                                                | 1x                                                                                | 1x                                                                                | 1x                                                                                | 1x                                                                                |                                                                                   |                                                                                   |
| 2               | Oulunkylä, Helsinki                       | 26–27 januari 2019  | 1x                                                                                | 1x                                                                                | 1x                                                                                | 1x                                                                                | 1x                                                                                | 1x                                                                                |                                                                                   |                                                                                   |
| 3               | Circolo Pattinatori Pinè, Baselga di Piné | 9–10 februari 2019  | 1x                                                                                | 1x                                                                                | 1x                                                                                | 1x                                                                                | 1x                                                                                |                                                                                   | 1x                                                                                | Wereldbekerfinale, bonuspunten                                                    |
| Baselga di Piné | Baselga di Piné                           | 15–17 februari 2019 | Wereldkampioenschappen schaatsen junioren 2019, telt niet mee voor de wereldbeker | Wereldkampioenschappen schaatsen junioren 2019, telt niet mee voor de wereldbeker | Wereldkampioenschappen schaatsen junioren 2019, telt niet mee voor de wereldbeker | Wereldkampioenschappen schaatsen junioren 2019, telt niet mee voor de wereldbeker | Wereldkampioenschappen schaatsen junioren 2019, telt niet mee voor de wereldbeker | Wereldkampioenschappen schaatsen junioren 2019, telt niet mee voor de wereldbeker | Wereldkampioenschappen schaatsen junioren 2019, telt niet mee voor de wereldbeker | Wereldkampioenschappen schaatsen junioren 2019, telt niet mee voor de wereldbeker |

## Uitslagen

### Mannen (U23)
| Wedstrijden         |                           |                              |                               |                          |                  |                       |                       |
|                     | 500m                      | 1000m                        | 1500m                         | 3000m                    | massastart       | teamsprint            | achtervolging         |
| Tomaszów Mazowiecki | Jeffrey Rosanelli (36,02) | Tyson Langelaar (1.11,20)    | Tyson Langelaar (1.49,16)     | Jake Weidemann (3.49,82) | Egor Shkolin     | Noorwegen (1.23,68)   | niet op het programma |
| Helsinki            | Roeslan Zacharov (36,77)  | Samuli Suomalainen (1.13,95) | Egor Shkolin (1.54,13)        | Egor Shkolin (4.02,45)   | Fridtjof Petzold | Noorwegen (1.26,09)   | niet op het programma |
| Baselga di Piné     | Odin By Farstad (36,06)   | Odin By Farstad (1.13,03)    | Aleksandr Podolskii (1.49,63) | Egor Shkolin (3.57,82)   | Egor Shkolin     | niet op het programma | Rusland (3.56,67)     |
| Eindklassement      |                           |                              |                               |                          |                  |                       |                       |
|                     | 500m                      | 1000m                        | 1500m                         | 3000m                    | massastart       | ploegenonderdelen     | ploegenonderdelen     |
| Goud                | Odin By Farstad           | Odin By Farstad              | Egor Shkolin                  | Egor Shkolin             | Egor Shkolin     | Duitsland             | Duitsland             |
| Zilver              | Zhang Junzhi              | Samuli Suomalainen           | Aleksandr Podolskii           | Aleksandr Podolskii      | Gabriele Galli   | Noorwegen             | Noorwegen             |
| Brons               | Jeffrey Rosanelli         | Jin Yanan                    | Michael Roth                  | Vetle Stangeland         | Fridtjof Petzold | Rusland               | Rusland               |

### Vrouwen (U23)
| Wedstrijden         |                           |                             |                             |                             |                   |                       |                       |
|                     | 500m                      | 1000m                       | 1500m                       | 3000m                       | massastart        | teamsprint            | achtervolging         |
| Tomaszów Mazowiecki | Irina Koeznetsova (39,32) | Irina Koeznetsova (1.18,88) | Béatrice Lamarche (2.02,57) | Abigail McCluskey (4.20,26) | Béatrice Lamarche | Canada (1.32,13)      | niet op het programma |
| Helsinki            | Xi Dongxue (41,49)        | Anna Opytova (1.23,30)      | Veronika Soeslova (2.09,31) | Adake Er Ahena (4.30,54)    | Veronika Soeslova | China (1.38,26)       | niet op het programma |
| Baselga di Piné     | Irina Koeznetsova (39,35) | Irina Koeznetsova (1.20,30) | Veronika Soeslova (2.07,46) | Linda Rossi (4.33,46)       | Linda Rossi       | niet op het programma | onvoldoende teams     |
| Eindklassement      |                           |                             |                             |                             |                   |                       |                       |
|                     | 500m                      | 1000m                       | 1500m                       | 3000m                       | massastart        | ploegenonderdelen     | ploegenonderdelen     |
| Goud                | Irina Koeznetsova         | Irina Koeznetsova           | Veronika Soeslova           | Adake Er Ahena              | Veronika Soeslova | China                 | China                 |
| Zilver              | Mihaela Hogaș             | Veronika Soeslova           | Adake Er Ahena              | Veronika Soeslova           | Linda Rossi       | Rusland               | Rusland               |
| Brons               | Xi Dongxue                | Xi Dongxue                  | Stien Vanhoutte             | Ramona Härdi                | Adake Er Ahena    | Canada                | Canada                |

### Jongens (U19)
| Wedstrijden         |                        |                          |                               |                               |                  |                       |                       |
|                     | 500m                   | 1000m                    | 1500m                         | 3000m                         | massastart       | teamsprint            | achtervolging         |
| Tomaszów Mazowiecki | Koki Kubo (35,80)      | Koki Kubo (1.11,54)      | Hallgeir Engebråten (1.50,06) | Hallgeir Engebråten (3.49,17) | Yves Vergeer     | Rusland (1.23,11)     | niet op het programma |
| Helsinki            | Artjom Arefjev (36,63) | Sergei Loginov (1.13,81) | Hallgeir Engebråten (1.52,87) | Hallgeir Engebråten (3.58,52) | Gabriel Odor     | Rusland (1.26,05)     | niet op het programma |
| Baselga di Piné     | Artjom Arefjev (35,60) | Austin Kleba (1.12,51)   | Sergei Loginov (1.49,80)      | Gabriel Odor (3.56,65)        | Yves Vergeer     | niet op het programma | Rusland (3.59,50)     |
| Eindklassement      |                        |                          |                               |                               |                  |                       |                       |
|                     | 500m                   | 1000m                    | 1500m                         | 3000m                         | massastart       | ploegenonderdelen     | ploegenonderdelen     |
| Goud                | Artjom Arefjev         | Sergei Loginov           | Hallgeir Engebråten           | Hallgeir Engebråten           | Yves Vergeer     | Rusland               | Rusland               |
| Zilver              | Koki Kubo              | Mika van Essen           | Sergei Loginov                | Gabriel Odor                  | Gabriel Odor     | Noorwegen             | Noorwegen             |
| Brons               | Wang Chen              | Stepan Tjistiakov        | Gabriel Odor                  | Daniil Aldosjkin              | Tsubasa Horikawa | Japan                 | Japan                 |

### Meisjes (U19)
| Wedstrijden         |                          |                       |                       |                           |              |                       |                       |
|                     | 500m                     | 1000m                 | 1500m                 | 3000m                     | massastart   | teamsprint            | achtervolging         |
| Tomaszów Mazowiecki | Michelle de Jong (38,78) | Femke Kok (1.18,82)   | Femke Kok (2.01,97)   | Lemi Williamson (4.19,02) | Robin Groot  | Nederland (1.31,43)   | niet op het programma |
| Helsinki            | Michelle de Jong (40,62) | Robin Groot (1.22,96) | Robin Groot (2.07,75) | Ma Yuhan (4.32,15)        | Robin Groot  | Nederland (1.36,19)   | niet op het programma |
| Baselga di Piné     | Femke Beuling (38,95)    | Femke Kok (1.18,56)   | Rin Kosaka (2.05,47)  | Rin Kosaka (4.31,40)      | Laura Peveri | niet op het programma | Nederland (3.16,44)   |
| Eindklassement      |                          |                       |                       |                           |              |                       |                       |
|                     | 500m                     | 1000m                 | 1500m                 | 3000m                     | massastart   | ploegenonderdelen     | ploegenonderdelen     |
| Goud                | Michelle de Jong         | Robin Groot           | Paulien Verhaar       | Paulien Verhaar           | Laura Peveri | Nederland             | Nederland             |
| Zilver              | Kristina Silajeva        | Femke Kok             | Rin Kosaka            | Rin Kosaka                | Robin Groot  | Rusland               | Rusland               |
| Brons               | Moe Kumagai              | Michelle de Jong      | Victoria Stirnemann   | Karolina Gąsecka          | Ma Yuhan     | Polen                 | Polen                 |

### Medaillespiegel
Medaillespiegel over de eindklassementen van zowel de U19 als de U23.
| Pos. | Land        | Goud | Zilver | Brons | Totaal |
| ---- | ----------- | ---- | ------ | ----- | ------ |
| 1    | Rusland     | 10   | 8      | 3     | 21     |
| 2    | Nederland   | 6    | 3      | 1     | 10     |
| 3    | Noorwegen   | 4    | 2      | 1     | 7      |
| 4    | China       | 2    | 2      | 6     | 10     |
| 5    | Italië      | 1    | 2      | 1     | 4      |
| 6    | Duitsland   | 1    | 0      | 3     | 4      |
| 7    | Japan       | 0    | 3      | 3     | 6      |
| 8    | Oostenrijk  | 0    | 2      | 1     | 3      |
| 9    | Finland     | 0    | 1      | 0     | 1      |
| 9    | Roemenië    | 0    | 1      | 0     | 1      |
| 11   | Polen       | 0    | 0      | 2     | 2      |
| 12   | België      | 0    | 0      | 1     | 1      |
| 12   | Canada      | 0    | 0      | 1     | 1      |
| 12   | Zwitserland | 0    | 0      | 1     | 1      |